# David R. Floyd-Jones
David Richard Floyd-Jones (* 6. April 1813 in Massapequa, Oyster Bay (damals Queens, heute Nassau County), Long Island, New York; † 8. Januar 1871 ebenda) war ein US-amerikanischer Rechtsanwalt und Politiker (Demokratische Partei).

## Leben
David Richard Floyd-Jones besuchte die Christ Church Academy in Manhasset und graduierte dann 1832 am Union College. Er studierte Jura in Schenectady, bekam seine Zulassung als Anwalt und fing dann 1835 in New York City an zu praktizieren.
Floyd-Jones verfolgte auch eine politische Laufbahn. Er vertrat zwischen 1841 und 1843 Manhattan in der New York State Assembly. Danach war er von 1844 bis 1847 im Senat von New York tätig. Er kehrte noch einmal 1857 in die New York State Assembly zurück, wo er nun Queens vertrat. Dann bekleidete er von 1860 bis 1861 den Posten als Secretary of State von New York. Während des nachfolgenden Bürgerkrieges wurde er zum Vizegouverneur von New York gewählt, eine Stellung, die er von 1863 bis 1864 innehatte.

## Familie
David Richard Floyd-Jones war der Sohn des Brigadegenerals Thomas Floyd-Jones (1788–1851) und Cornelia Haring Jones Floyd-Jones († 1839). Er war mit Mary Louisa Stanton Floyd-Jones verheiratet. Das Paar hatte sieben gemeinsame Kinder. Ferner war er mit Colonel DeLancey Floyd-Jones verwandt.